# Дуйсбург (футбольний клуб)
«Ду́йсбург» (нім. «MSV Duisburg») — німецький футбольний клуб з Дуйсбурга. Заснований 17 вересня 1902 року.

## Історія
Клуб був заснований 1902 року під назвою «Meidericher Spielverein» і представляв містечко Мейдеріх, що стало районом Дуйсбурга вже в 1905 році. У тому ж році вони поглинають клуб «Sport Club Viktoria Meiderich». У 1967 році команда приймає сучасну назву, згідно зі статусом найвідомішої в місті команди, яка постійно представляє місто в спортивних змаганнях.

## Досягнення
Бундесліга (Німеччина):
- Срібний призер (1): 1964

Кубок Німеччини:
- Фіналіст (4): 1966, 1975, 1998, 2011

Кубок УЄФА:
- Півфіналіст (1): 1979